# 日本国政府と中華人民共和国政府の共同声明
日本国政府と中華人民共和国政府の共同声明（にっぽんこくせいふとちゅうかじんみんきょうわこくせいふのきょうどうせいめい、中国語: 中华人民共和国政府和日本国政府联合声明、通称: 日中共同声明〈にっちゅうきょうどうせいめい〉）は、日本国と中華人民共和国が国交を樹立するために1972年9月29日、中華人民共和国の北京で調印された共同声明。

## 概要
1949年の中華人民共和国樹立以後、中華民国政府と中華人民共和国政府はそれぞれ中国の代表政府であることを主張した。 冷戦期、日本は中国に対して米国と異なる認識に基づいて両政府を認めようとする政策を推進したが、結果的に日本は1952年中華民国を承認し、1972年中華人民共和国を承認した。第9項「貿易・海運・航空・漁業に関する協定の締結のための交渉の合意」に基づいた実務協定の締結は直ちにという訳には行かず、1974年に日中貿易協定、日中航空協定、日中海運協定が結ばれ、1975年に漸く日中漁業協定が結ばれた。
声明の裏では国交正常化初の共同事業が並行していた。1973年5月4日「日本・中国間海底ケーブル建設に関する取極」が調印された。これは1972年8月から政府間で協議されてきたものである。中国にとって初めてのケーブル建設であり、投資・所有は折半という原則でありながら、日本側のKDDはケーブルの保守や海洋調査など大部分を担当した（実際の建設は富士通やNECなど）。区間は熊本＝上海で、工事は1976年に行われた。1980年に障害が度重なり、翌年に運休。1986年に復旧し、1997年末をもって完全運用停止した。

## 調印
- 日本側

内閣総理大臣 田中角栄
外務大臣 大平正芳
- 中華人民共和国側

国務院総理 周恩来
外交部長 姫鵬飛

## 要旨
- 日本国と中華人民共和国との間のこれまでの不正常な状態は、この共同声明が発出される日に終了する。
- 日中国交正常化の実現。
- 日本国政府は、中華人民共和国政府（共産党政権）が中国の唯一の合法政府であることを承認する。
- 中華人民共和国政府は、台湾が中華人民共和国の領土の不可分の一部であることを重ねて表明する。日本国政府は、この中華人民共和国政府の立場を十分理解し、尊重し、ポツダム宣言第八項に基づく立場を堅持する。
- 中華人民共和国政府は、中日両国国民の友好のために、日本国に対する戦争賠償の請求を放棄することを宣言する。
- 日本国政府及び中華人民共和国政府は、主権及び領土保全の相互尊重、相互不可侵、内政に対する相互不干渉、平等及び互恵並びに平和共存の諸原則の基礎の上に両国間の恒久的な平和友好関係を確立することに合意する。
- 両政府は、右の諸原則及び国際連合憲章の原則に基づき、日本国及び中国が、相互の関係において、すべての紛争を平和的手段により解決し、武力又は武力による威嚇に訴えないことを確認する。
- 日中両国間の国交正常化は、第三国に対するものではない。両国のいずれも、アジア・太平洋地域において覇権を求めるべきではなく、このような覇権を確立しようとする他のいかなる国あるいは国の集団による試みにも反対する。
- 日中平和友好条約の締結を目指す。

## 迷惑事件
第26回日中首脳会談ではこの発言が議題に挙がった。「添了麻煩」とは「うっかり迷惑をかける」という意味で「中国ではうっかり女性のスカートに水をかけたときに『添了麻煩』という軽いお詫びの言葉だ。日本軍国主義の侵略戦争で中国人民に深い災難をもたらし、戦争では中国では数百万が犠牲となり、日本人民も深く被害を受けた『添了麻煩』を用いてお詫びの言葉とするのは中国人民として到底受け入れられるものではない」と周恩来は発言した。「日本側は過去において、日本国が戦争を通じて中国国民に重大な損害を与えた責任を痛感し、深く反省する」というのが最終案となり、日中共同声明に盛り込まれた。

## 日中共同声明の効力
日中共同声明は「条約」という形式を少なくとも日本においては採られていないことから、その国際法上の法規範性が問題となる。2007年までに日本の最高裁判所において、二つの事件がこの声明の効力をめぐって争われた。

### 西松建設強制連行訴訟
一つ目は中国人の強制連行による損害賠償請求権がこの声明の第5項（戦争賠償の放棄）により放棄されたかという問題である。最高裁判所は2007年4月27日、同声明5項の請求権放棄の条項について少なくとも中華人民共和国政府による国際法上の一方的な「宣言」あるいは日中平和友好条約前文において「……共同声明に示された諸原則が厳格に遵守されるべきことを確認し」と規定していること、及び中国政府が国際法上の創設的規定として捉えてきたことに照らして国際法上の法規範性を認めた。
そして、同宣言はサンフランシスコ平和条約の枠組みを否定する趣旨で締結されたものでないことから、個人（法人も含む）の有する請求権を放棄したものと解した。
なお、この声明に基づく請求権の放棄は実体法上の請求権まで消滅させるものではない。従って裁判外に於いて請求することは可能であり、裁判外の和解により受領した賠償金等に対する不当利得返還請求権等が発生したりするものではない。また、請求を求められた側で日中共同声明5項に基づく請求権放棄の抗弁を提出しなければ、その適用を受けることができない。

### 光華寮事件
二つ目は第3項に基づく中華民国（台湾）政府の承認に関する光華寮事件である。2007年3月27日、最高裁は中華人民共和国が中国を代表する政府になったことにより中華民国政府が代表権を喪失し、中華人民共和国政府が訴訟を受継すべきであると判断した。